# Cristian Răileanu
Cristian Răileanu (* 24. Januar 1993 in Bălți, Republik Moldau) ist ein rumänisch-moldauischer Radsportler.

## Sportliche Laufbahn
2015 wurde Răileanu moldauischer Meister im Straßenrennen bei den Junioren. Ab Juli 2016 fuhr er as Stagiaire bei dem Professional Continental Team ISD-Jorbi Continental Team und wurde moldawischer Meister im Straßenrennen. 2017 wechselte er dann zum Team Differdange-Losch und nach nur einem Jahr zu Torku Şekerspor. Dort konnte er die Bergwertung bei der Rumänien-Rundfahrt gewinnen. Nachdem er 2019 zum Team Sapura Cycling wechselte konnte er mehrere Siege bei internationalen Rennen gewinnen. Außerdem schaffte er es die nationalen Meisterschaften sowohl im Straßenrennen als auch im Einzelzeitfahren zu gewinnen. Diesen Erfolg konnte er 2020 wiederholen. 2021 wurde er wieder nationaler Meister im Zeitfahren, verpasste den Sieg im Straßenrennen aber knapp und wurde zweiter hinter Andrei Sobennicov. Seit 2022 fährt Raileanu das Sakarya BB Pro Team und gewann in diesem Jahr eine Etappe der Tour of Szeklerland.
Seit der Saison 2022 fährt Răileanu mit rumänischer Lizenz.

## Erfolge
2016
- Moldawischer Meister im Straßenrennen

2018
- Bergwertung Rumänien-Rundfahrt
- eine Etappe Tour of Cartier

2019
- eine Etappe Tour de Singkarak
- eine Etappe Tour of Peninsular
- Moldawischer Meister im Straßenrennen
- Moldawischer Meister im Zeitfahren
- eine Etappe Tour of Taiyuan
- eine Etappe Tour de Inskander Johor

2020
- Moldawischer Meister im Straßenrennen
- Moldawischer Meister im Zeitfahren

2021
- Moldawischer Meister im Zeitfahren
- zweiter Moldawischen Meisterschaften im Straßenrennen

2022
- eine Etappe Tour of Szeklerland